# Ligny-en-Brionnais
Ligny-en-Brionnais és un municipi francès, situat al departament de Saona i Loira i a la regió de Borgonya - Franc Comtat. L'any 2007 tenia 347 habitants.

## Demografia

### Població
El 2007 la població de fet de Ligny-en-Brionnais era de 347 persones. Hi havia 148 famílies, de les quals 44 eren unipersonals (28 homes vivint sols i 16 dones vivint soles), 40 parelles sense fills, 52 parelles amb fills i 12 famílies monoparentals amb fills.
La població ha evolucionat segons el següent gràfic:
Habitants censats

### Habitatges
El 2007 hi havia 193 habitatges, 147 eren l'habitatge principal de la família, 38 eren segones residències i 7 estaven desocupats. 188 eren cases i 4 eren apartaments. Dels 147 habitatges principals, 122 estaven ocupats pels seus propietaris, 16 estaven llogats i ocupats pels llogaters i 9 estaven cedits a títol gratuït; 2 tenien dues cambres, 12 en tenien tres, 36 en tenien quatre i 97 en tenien cinc o més. 100 habitatges disposaven pel capbaix d'una plaça de pàrquing. A 63 habitatges hi havia un automòbil i a 73 n'hi havia dos o més.

### Piràmide de població
La piràmide de població per edats i sexe el 2009 era:
| Homes | Edats   | Dones |
| ----- | ------- | ----- |
| 0     | 95 o +  | 0     |
| 0     | 90 a 94 | 0     |
| 4     | 85 a 89 | 0     |
| 0     | 80 a 84 | 8     |
| 0     | 75 a 79 | 4     |
| 8     | 70 a 74 | 4     |
| 20    | 65 a 69 | 8     |
| 12    | 60 a 64 | 28    |
| 4     | 55 a 59 | 4     |
| 16    | 50 a 54 | 4     |
| 8     | 45 a 49 | 8     |
| 4     | 40 a 44 | 0     |
| 20    | 35 a 39 | 8     |
| 20    | 30 a 34 | 16    |
| 4     | 25 a 29 | 12    |
| 0     | 20 a 24 | 0     |
| 4     | 15 a 19 | 0     |
| 4     | 10 a 14 | 8     |
| 20    | 5 a 9   | 12    |
| 8     | 0 a 4   | 4     |

## Economia
El 2007 la població en edat de treballar era de 200 persones, 157 eren actives i 43 eren inactives. De les 157 persones actives 150 estaven ocupades (85 homes i 65 dones) i 7 estaven aturades (2 homes i 5 dones). De les 43 persones inactives 23 estaven jubilades, 12 estaven estudiant i 8 estaven classificades com a «altres inactius».

### Ingressos
El 2009 a Ligny-en-Brionnais hi havia 149 unitats fiscals que integraven 362,5 persones, la mediana anual d'ingressos fiscals per persona era de 15.991 €.

### Activitats econòmiques
Dels 13 establiments que hi havia el 2007, 1 era d'una empresa de fabricació de material elèctric, 1 d'una empresa de fabricació d'altres productes industrials, 2 d'empreses de construcció, 2 d'empreses de comerç i reparació d'automòbils, 1 d'una empresa d'hostatgeria i restauració, 1 d'una empresa financera i 5 d'empreses de serveis.
Els 2 serveis als particulars que hi havia el 2009 eren lampisteries.
L'any 2000 a Ligny-en-Brionnais hi havia 36 explotacions agrícoles que ocupaven un total de 1.564 hectàrees.

## Equipaments sanitaris i escolars
El 2009 hi havia una escola elemental integrada dins d'un grup escolar amb les comunes properes formant una escola dispersa.

## Poblacions més properes
El següent diagrama mostra les poblacions més properes.